# Голубцов, Николай Александрович (протоиерей)
Николай Александрович Голубцов (12 декабря 1900, Сергиев Посад — 20 сентября 1963, Москва) — протоиерей Русской православной церкви.

## Биография
Отец — профессор Московской духовной академии Александр Петрович Голубцов (1860—1911), специалист в области литургики и церковной археологии. Мать — Ольга Сергеевна, урождённая Смирнова (1867—1920), дочь протоиерея, ректора Московской духовной академии. Умерла, заразившись оспой, ухаживая за крестьянскими детьми. В семье было 12 детей, в том числе Иван, доктор исторических наук и Павел, будущий архиепископ Сергий (Голубцов). Ещё один сын, Серафим, также стал священником. Николай был седьмым ребёнком в семье.
Жена — Мария Францевна, урождённая Гринкевич, дочь агронома, родилась в лютеранской семье, под влиянием своего будущего мужа приняла православие.
Детство провёл в Сергиевом Посаде, после смерти матери переехал в Москву, опекал младших братьев Ивана и Павла. Окончил гимназию, Московскую сельскохозяйственную академию имени К. А. Тимирязева (1925), получив диплом агронома-полевода.
В 1918—1920 гг. служил по мобилизации в тыловых частях Красной армии, где его заставляли чистить отхожие места за отказ снять нательный крест. С детства был верующим человеком, его духовным наставником вначале являлся старец Алексей Зосимовский, а после его кончины — священник Сергей Успенский, расстрелянный в 1937 г. и позднее причисленный к лику святых.

### Агроном
Окончив академию, поступил работать агрономом на станции Ашукинская близ Загорска (так тогда назывался Сергиев Посад), читал крестьянам просветительские лекции, но вскоре был уволен за религиозные убеждения без права «контактов с населением». Затем работал на Московской семенной станции, а в 1937—1949 гг. — научным сотрудником в библиотеке ВАСХНИЛ (Всесоюзной Академии сельскохозяйственных наук имени Ленина). Во время Великой Отечественной войны каждое лето работал на «трудовом фронте» в колхозе. По воспоминаниям его духовного чада Сергея Иосифовича Фуделя, 

однажды зимой пришло сообщение, что в том колхозе, где он работал летом, некий юноша попал под суд, и ему по законам военного времени грозил расстрел. Юноша был невиновен, и Николай Александрович мог это подтвердить. Начальство отказалось отпускать его с работы, и он уехал самовольно, а в войну такой поступок приравнивался к дезертирству. Суд состоялся, и благодаря показаниям Николая Александровича юношу оправдали. Интересно, что при этом самовольный уход с работы обошёлся без последствий. И таких случаев немало.

### Священник
В 1940-е годы, готовясь к принятию сана, проходил практику в качестве пономаря и чтеца в московском храме Рождества Христова в Измайлово. В 1949 г. сдал экзамены за курс Московской духовной семинарии. С 1 сентября 1949 г. — диакон, с 4 сентября 1949 г. — священник. Служил в московских храмах: в церкви Ризоположения Господня на Донской улице и в Малом соборе Донского монастыря. Среди его духовных чад были многие представители интеллигенции, в том числе знаменитая пианистка Мария Вениаминовна Юдина. Его духовным чадом в молодости был Александр Мень — о. Николай оказал на него значительное влияние. По словам С. И. Фуделя, 

это был действительно «пастырь добрый», отдавший всего себя заботе о своих многочисленных церковных детях. Их было множество со всех концов Москвы… А он был со всеми ровен, со всеми тих, каждого принимал так, как будто он только и ждал этого прихода, чтобы отдать ему со всею щедростью своё драгоценное время и все душевные силы.

4 мая 1952 года совершил отпевание Матроны Димитриевны Никоновой, впоследствии причисленной к лику святых как Матрона Московская.

В 1962 г. крестил дочь Иосифа Сталина Светлану Аллилуеву, которая впоследствии вспоминала об о. Николае: 

Я никогда не забуду наш первый разговор в пустой церкви после службы. Подошёл быстрой походкой пожилой человек с таким лицом, как у Павлова, Сеченова, Пирогова — больших русских учёных. Лицо одновременно простое и интеллигентное, полное внутренней силы. Он быстро пожал мне руку, как будто мы старые знакомые, сел на скамью у стены, положил ногу на ногу и пригласил меня сесть рядом. Я растерялась, потому что его поведение было обыкновенным. Он расспрашивал меня о детях, о работе, и я вдруг начала говорить ему всё, ещё не понимая, что это — исповедь. Наконец я призналась ему, что не знаю, как нужно разговаривать со священником, и прошу меня простить за это. Он улыбнулся и сказал: «Как с обыкновенным человеком». Это было сказано серьёзно и проникновенно. И всё-таки перед тем как уйти, когда он протянул мне для обычного рукопожатия руку, я поцеловала её, повинуясь какому-то порыву. Он опять улыбнулся. Его лицо было сдержанным и строгим, улыбка этого лица стоила многого…

Духовные чада оставили воспоминания об о. Николае, в которых, в частности, отмечали его мудрости и прозорливость: 

Все браки, которые он благословлял, были счастливые. Но уж если отец Николай не благословлял, непослушание оканчивалось катастрофой. Катастрофой, но не трагедией, потому что батюшка всё-таки вытаскивал из беды своей всесильной молитвой. Одна девушка решила выйти замуж. Отец Николай не знал жениха, никогда не видел его, но сразу сказал, что это не тот человек, который ей нужен, девушка стояла на своём, горевала, даже плакала. Отец Николай не благословлял. Когда мы стали спрашивать батюшку, почему он так против, ну, может, всё-таки надо благословить, он вздохнул и, так горько, как самый любящий отец, сказал: «Уж очень мне её жалко — он её бить будет». Девушка всё же сделала по-своему. И этот человек, ставший её мужем, действительно избивал её. Я знаю, сколько страданий ей пришлось вынести.

Автор очерка о «Троице» Андрея Рублёва, служб с акафистом иконам Донской Божьей Матери и «Взыскание погибших», проповедей, нередко печатавшихся в «Журнале Московской Патриархии». Хотя, по воспоминаниям современников, ему не разрешали проповедовать в храме, и о. Николай мог лишь произносить несколько слов перед исповедью, которые превращались в маленькую проповедь на тему евангельского чтения, памяти святого этого дня. Духовные чада вспоминали, что «временами батюшка так говорил, с таким горячим убеждением, мольбой, просьбой, что сердце отвечало, даже самое глухое, самое чёрствое».
Умер в 1963 году. Похоронен на Введенском кладбище (25 уч.).